# Roetfilter

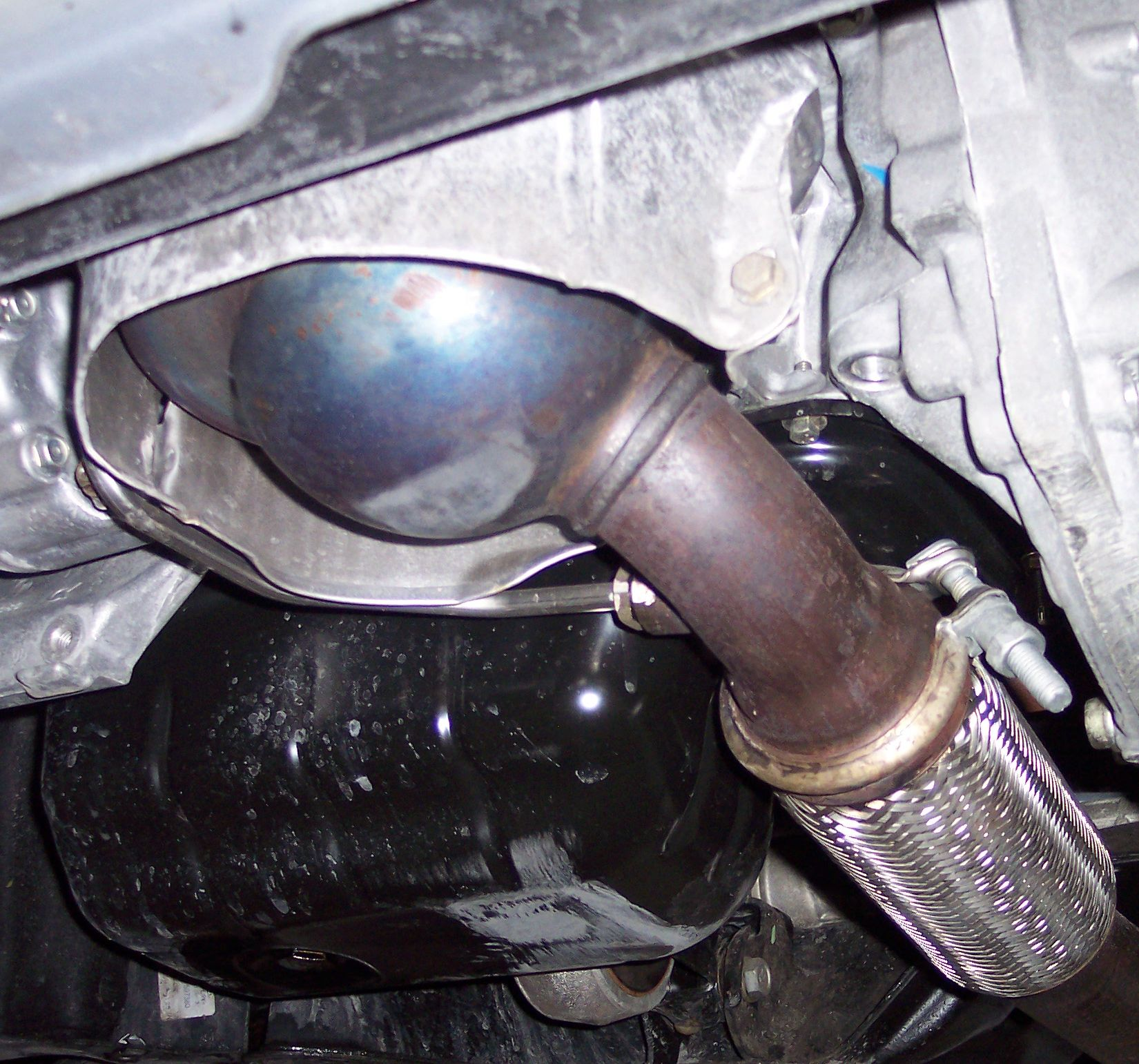
Een roetfilter (bovenaan links) in een Peugeot

Een roetfilter is een filter dat op een auto met een dieselmotor aangebracht kan worden. Vanaf ongeveer 2018 worden sommige merken auto's met benzinemotor voorzien van een Gasoline Particulate Filter.
Nieuwe roetfilters vangen 30 tot meer dan 95% van het schadelijke roet op. Roetdeeltjes uit dieselauto's vervuilen de lucht en zijn schadelijk voor de gezondheid. Deze deeltjes leveren een bijdrage aan de concentratie van fijnstof in de lucht. Ze zijn kleiner dan een duizendste millimeter.
Roetdeeltjes ontstaan door de onvolledige verbranding van dieselbrandstof. De kwaliteit van de brandstof, bijvoorbeeld het zwavelgehalte, heeft invloed op het ontstaan van deze deeltjes. Ook de inspuitdruk van diesel is bepalend voor de vorming van fijnstofdeeltjes. Met een goede roetfilter zal de uitstoot van roet dalen tot 0,001 g/km of minder.

## Werking
Roetfilters kunnen worden onderscheiden in gesloten "wall flow"-filters en in (half)open filters. Het is verleidelijk een roetfilter te zien als een soort zeef waar de uitlaatgassen door heen kunnen en de roetdeeltjes op blijven liggen. Deze voorstelling is onjuist. Met name de kleinere deeltjes worden afgevangen doordat zij vastkleven aan de wanden van de poriën van het filtermateriaal. Roetfilters zijn daardoor ook voor de allerkleinste deeltjes effectief.
Een roetfilter kan worden gemaakt van keramisch materiaal, bijvoorbeeld Citroën maakt het uit siliciumcarbide. Een roetfilter wordt zo dicht mogelijk bij de motor in het uitlaatsysteem gemonteerd. De deeltjes verzamelen zich in de filter. In een gesloten roetfilter worden de afgevangen roetdeeltjes periodiek verbrand, elke 200 tot 1000 kilometer. Deze verbranding wordt wel aangeduid met regeneratie. Voor die spontane verbranding is een temperatuur van ca. 600 °C nodig, die alleen bij zeer hoge motorbelasting wordt bereikt. Sensoren signaleren wanneer deze verbranding, die een aantal minuten duurt, moet gebeuren.
Om ook bij lagere motorbelasting tot regeneratie te komen wordt of kunstmatig de temperatuur van het uitlaatgas opgevoerd, of door verhoging van het aandeel stikstofdioxide in het uitlaatgas met een oxidatiekatalysator en/of toevoeging van een additief aan de brandstof, zoals ceriumoxide cerine, de verbrandingsstemperatuur van het roet verlaagd.
Smeerolie-additieven hebben als nadeel dat zij tot asvorming leiden, waardoor de standtijd van de roetfilter wordt beperkt. As bestaat hoofdzakelijk uit metalen die na verbranding worden meegevoerd met het uitlaatgas en vervolgens in het roetfilter blijvend worden opgeslagen. Een moderne Low SAPS motorolie bevat ongeveer 0,5 % metalen. Dit betekent dat bij verbruik van 1 liter motorolie ongeveer 5 gram as in het roetfilter wordt opgeslagen. Deze as kan alleen worden verwijderd door het roetfilter te démonteren en schoon te spoelen met lucht of vloeistof. Afhankelijk van het roetfilterconcept dient dit eens per 120.000 tot 200.000 km te gebeuren.
Op internet zijn veel roetfilterspecialisten die de herkomst van as niet juist beschrijven; Het roet zou tijdens de regeneratie omgezet worden in as. Hoe zit het dan wel?. Tijdens regeneratie wordt roet (dat grotendeels uit koolstof (C) bestaat) verbrand en ontstaat het gasvormige kooldioxide (CO2). As is hoofdzakelijk afkomstig van additieven van motorolie. As verbrandt niet maar wordt opgeslagen in het roetfilter.
Andere mogelijke filtermaterialen zijn sintermetaal of gestapelde laagjes metaalgaas en metaalplaat, in alle gevallen voorzien van een katalytische coating.
Keramische wall flow-filters worden vooral toegepast bij nieuwe dieselauto's. Voor het achteraf uitrusten van bestaande dieselauto's met een roetfilter komen de (half)open filters meer in aanmerking. Hierbij is immers geen ingreep vanuit het motormanagement mogelijk om de uitlaatgastemperatuur te verhogen, waardoor een gesloten filter verstopt zou kunnen raken. Gesloten filters hebben een rendement van bijna 100 %. Halfopen filters zijn, afhankelijk van de rijomstandigheden, 30 tot 70 % effectief.
Bij het toevoegen van een roetfilter is het streven dat het motorvermogen niet wordt verminderd, maar het kan voorkomen dat de motor 2-4 % meer brandstof verbruikt en dus een hogere CO2-uitstoot heeft. Dit verhoogde brandstofverbruik komt doordat een steeds voller filter een steeds groter obstakel vormt voor de uitlaatgassen. De kracht om de uitlaatgassen door de filter heen te duwen moet door de motor worden geleverd.

## Euronormen
Personen- en bestelauto's moeten voldoen aan Euronormen. De in 2004 geldende Euro 3-norm, kon in alle gevallen zonder filter worden gehaald. Sinds 1 januari 2005 gelden de strengere Euro-4-normen. Vanaf die datum mag door personen- en bestelwagens tot een GVW van 3500 kg nog slechts 0,025 gram fijnstof per kilometer worden uitgestoten. Toen de Euro-4-norm in 1997 werd vastgesteld, werd verondersteld dat er filters nodig zouden zijn om eraan te voldoen. Het bleek echter mogelijk om ook de Euro-4 norm zonder filter te realiseren. Vanaf september 2009 moet voldaan worden aan de Euro-5-norm. Deze houdt in dat de wagens 80% minder roetdeeltjes (max. 5 mg/km) uitstoten dan tot daarvoor de norm was. Op dit moment is de plaatsing van een roetfilter de enige manier om hieraan te voldoen. Verwacht wordt dus dat het in de toekomst op alle modellen te vinden zal zijn.
Vanaf 1 maart 2008 geldt voor Euro II- en Euro III-vrachtauto's dat zij alleen met roetfilter de milieuzones in mogen. Milieuzones zijn in 2008 ingesteld voor acht Nederlandse gemeentes.

## Fiscale stimulering

### Nederland
Nederland loopt hierop vooruit, want vanaf 1 juni 2005 wordt de aankoop van een nieuwe dieselauto met een ultra lage roetuitstoot fiscaal gestimuleerd met een korting van 600 euro op de Belasting van personenauto's en motorrijwielen (BPM). Nederland is hiermee het eerste Europese land waar de roetfilter fiscaal wordt gestimuleerd. Naar verwachting zullen meerdere EU-landen dit voorbeeld volgen. De achtergrond hiervan is dat de problematiek rond fijnstof in Nederland ernstig is.
Op 1 april 2006 is het ministerie van VROM met een subsidieregeling gekomen die een bijdrage van 400 euro toekent aan automobilisten die een bestaande dieselauto (bouwjaar vanaf 1995) van een filter voorzien. Uiteraard moet zo'n filter dan wel aan bepaalde kwaliteitseisen voldoen. Vanaf 1 juli 2006 wordt dit bedrag tijdelijk verhoogd naar 500 euro. Dit bedrag zou ongeveer 80% van de kosten van de roetfilter dekken, dus 20% van de investering is voor rekening van de eigenaar. De verwachting is dat de kosten voor inbouw zal dalen naarmate er vaker roetfilters worden ingebouwd. De subsidie zal dan ook worden verlaagd.
Sinds 1 januari 2020 moet de eigenaar van een oude dieselauto zonder roetfilter een extra motorrijtuigenbelasting betalen van gemiddeld 250 euro.

### Vlaanderen
De Vlaamse regering kent sinds 1 januari 2009 een premie toe voor de inbouw van een roetfilter in een dieselauto of bestelwagen van de Euro-3-norm. De premie bedraagt 80% van de totale kosten met een maximum van 400 euro. Van 2006 tot 2008 bestond alleen een subsidieregeling voor de inbouw van een roetfilter in vracht- en bestelauto's. De roetfilter moet geleverd worden met een beveiligde kopie van het attest afgeleverd door de Dienst Voertuigen van de federale overheid. Dit garandeert dat de filter minstens 30% van het roet opvangt, geen significant meerverbruik veroorzaakt en geen schade aanricht aan het voertuig. De subsidieregeling geldt niet voor auto's met de Euro-4 norm omdat hier een gesloten roetfilter een betere oplossing is.
Op fiscaal vlak heeft de Vlaamse regering zich in 2006 geëngageerd om de verkeersbelasting te baseren op de "ecoscore" van het betrokken voertuig. De ecoscore is een indicatie van de milieuvriendelijkheid van een voertuig en steunt op een reeks parameters, waaronder de emissie van fijnstof. De introductie was aanvankelijk voorzien voor 2009, maar werd uitgesteld. De belangrijkste reden voor het uitstel was dat de verkeersbelasting, hoewel al een competentie van de deelstaten, voorlopig nog federaal wordt geïnd en men de administratieve complexiteit van de overdracht niet wilde verzwaren met een grondige hervorming van het systeem zelf.

## Nadelen
Open en halfopen roetfilters zouden ook kankerverwekkend kunnen zijn. Volgens een verslag zijn de omstandigheden in een roetfilter "ideaal" voor de vorming van zeer fijne, giftige deeltjes die kanker en genetische beschadigingen kunnen veroorzaken. Die deeltjes ontstaan juist in de roetfilter en worden er niet door tegengehouden. Het Nederlandse ministerie van Volksgezondheid heeft hierover een studie laten uitvoeren door TNO om meer te weten te komen over de mogelijke schadelijkheid van roetfilters in personenauto’s met een dieselmotor. TNO merkt in het rapport op dat de regeneratie van de filters niet onderzocht is.
TNO concludeert dat er geen extra risico's zitten aan retroroetfilters:
Samenvattend kan gesteld worden dat geen indicaties naar voren zijn gekomen dat bij toepassing van het retrofit roetfilter de toxiciteit van de uitlaatgassen zal toenemen. Op basis van dit verkennend onderzoek is vooralsnog geen toename te verwachten van de negatieve effecten van dieselmotoruitstoot op de volksgezondheid door toepassing van de door VROM gesubsidieerde retrofit roetfilters.

## APK-deeltjestest
Om de werking van gesloten roetfilters goed te kunnen controleren is een speciale APK-test ontwikkeld. De APK-deeltjestest is sinds 1 juli 2022 in België en sinds 1 januari 2023 in Nederland verplicht voor dieselvoertuigen met een gesloten roetfilter. Deze nieuwe test is in opdracht van het Nederlandse Ministerie van Infrastructuur & Waterstaat door TNO, NMi en de Dienst voor het Wegverkeer (RDW) ontwikkeld. Met een deeltjesteller wordt de deeltjesconcentratie van het uitlaatgas bij stationair toerental gemeten. Als de deeltjesconcentratie hoger is dan 1 miljoen deeltjes per kubieke centimeter wordt het voertuig afgekeurd. Omdat de deeltjesemissie van een voertuig met een goed werkend roetfilter zeer laag is, is een zeer gevoelige test nodig die kan vaststellen of een roetfilter defect is. De oude rookemissietest is niet in staat dergelijke lage emissies te meten. Meer informatie over de APK-deeltjestest is te vinden op www.deeltjestest.nl en www.particlesmatter.com